# PSP Go
Uzasadnienie: analogicznie jak en:PSP Go

Logo konsoli

PSP Go (model PSP-N1000) – jedna z wersji przenośnej konsoli gier video PlayStation Portable wyprodukowanych przez Sony. Zapowiedziano ją na E3 2009 przez serwis Qore Sony VOD i w tym samym roku trafiła do sprzedaży. Choć urządzenie pod względem konstrukcji znacznie różni się od poprzedników, to nie miało na celu zastąpienia PSP 3000, które Sony miało nadal produkować i sprzedawać. Produkcja PSP Go została zakończona w 2011 roku.
W przeciwieństwie do poprzednich modeli PSP, PSP Go nie zawiera napędu UMD, ale zamiast tego 16 GB wewnętrznej pamięci flash do przechowywania gier, filmów, zdjęć i innych multimediów, która może być powiększona do 32 GB przy użyciu Memory Stick Micro (M2), czyli karty pamięci flash. Poza tym urządzenie jest o 43% lżejsze i 56% mniejsze niż oryginalne PSP-1000 oraz 16% lżejsze i 35% mniejsze niż PSP-3000. Ma ekran 3,8" LCD o rozdzielczości 480 × 272 pikseli.